# Ilhas de Barlavento (Antilhas)
As ilhas de Barlavento ou o arquipélago de Barlavento são as ilhas do sudeste das Pequenas Antilhas. 
Algumas das principais são Granada, Martinica, Santa Lúcia, Barbados, Guadalupe, Dominica, Trindade e Tobago.

## Ilhas de Barlavento

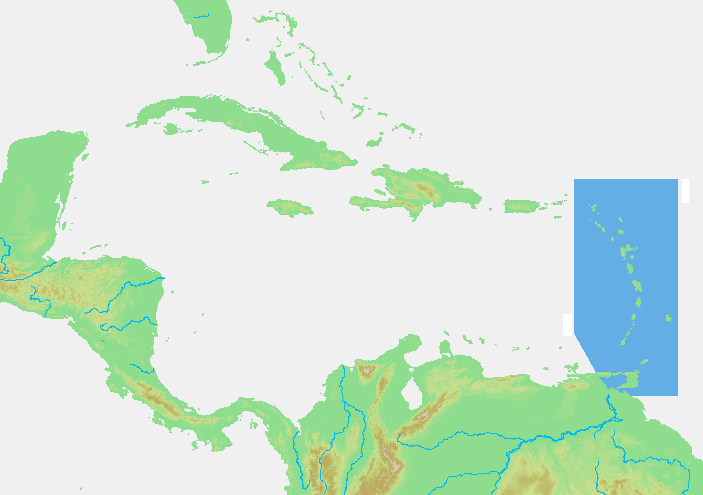
Localização das ilhas de Barlavento, nas Antilhas

- São Bartolomeu (França)
- São Cristóvão e Neves
- Barbuda e Antiga
- Redonda
- Monserrate (Reino Unido)
- Guadalupe (França)
- La Désirade (França)
- Ilhas dos Santos (França)
- Maria Galante (França)
- Dominica
- Barbados
- Martinica (França)
- Santa Lúcia
- São Vicente e as Granadinas
- Granada
- Trindade e Tobago

## Diferença e definição geográficas segundo o âmbito linguístico
Existe uma importante diferença na definição de quais ilhas do Caribe pertencem ao Grupo Barlavento ou ao Grupo Sotavento, de acordo com o âmbito linguístico. A seguir, de um lado, a definição usada em inglês e, de outro, a definição utilizada em português, espanhol, francês e neerlandês:
| Idiomas                                   | Ilhas de Sotavento | Ilhas de Barlavento |
| ----------------------------------------- | ------------------ | ------------------- |
| inglês                                    | Windward Islands   | Leeward Islands     |
| português, espanhol, francês e neerlandês |                    |                     |